# Aruša
Arusha je grad na sjeveru Tanzanije. Nalazi se u podnožju planine Meru, 80-ak km južno od granice s Kenijom. Središte je i upravno sjedište istoimene regije. Blizu je brojnih nacionalnih parkova, kao što su: Serengeti, Ngorongoro, jezero Manyara, Olduvai, Tarangire i Kilimandžaro, što gradu donosi značajan prihod od turista koji tu odsjedaju. Zahvaljujući nadmorskoj visini od 1400 m, klima je ugodnija nego u ostatku države.
Godine 2002. grad je imao 270,485 stanovnika.

## Vanjske poveznice

### Ostali projekti
|  | Zajednički poslužitelj ima još gradiva o temi Arusha |